# 비디오테이프

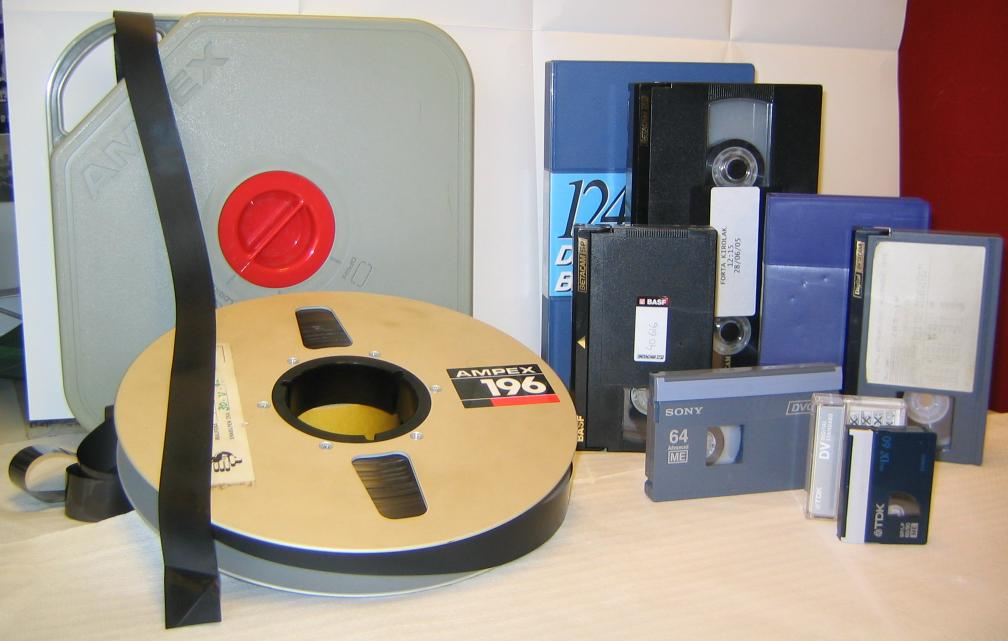
여러 가지 비디오테이프.

비디오테이프(영어: videotape, 문화어: 비데오테프)는 영화 필름과 대조되는 자기 테이프 위에 영상과 소리를 기록하는 수단으로 1951년 최초의 비디오테이프 레코더가 발명되었다. 

## 역사

### 초창기
빙 크로스비(Bing Crosby)의 제작사인 빙 크로스비 엔터프라이즈(Bing Crosby Enterprises, BCE)의 전자 부문은 1951년 11월 11일 로스앤젤레스에서 세계 최초의 비디오테이프 녹화 시연을 선보였다. 이 장치는 1950년부터 존 T. 멀린과 웨인 R. 존슨이 개발해온 것으로, 개조된 암펙스 200 테이프 레코더와 일반 1/4인치(0.635cm) 오디오 테이프를 사용하여 초당 360인치(9.1m) 속도로 작동했으며, 시연 당시 “흐릿하고 불분명한” 영상이 출력되었다고 전해진다.
1년 후, 1인치(2.54cm) 자기테이프를 사용한 개선된 버전이 언론에 공개되었고, 기자들은 영상의 품질에 놀라움을 표했지만, "마치 낡은 영화처럼 지속적으로 거친 입자가 보이는" 특징이 있었다고 평가되었다. 전반적으로 화질은 당시 필름을 사용한 키네스코프 녹화 영상보다는 떨어지는 수준이었다. BCE는 이 기술의 상용화를 1954년까지 목표로 하였으나, 실제 제품은 출시되지 않았다.
영국 BBC는 1952년부터 1958년까지 고속 선형 비디오테이프 시스템인 VERA(Vision Electronic Recording Apparatus)를 실험했으나, 궁극적으로 쿼드러플렉스(Quadruplex) 방식으로 방향을 전환했다. VERA는 반인치(1.27cm) 금속 테이프를 20인치 릴에 감아 초당 200인치(5.1m/s)의 속도로 작동하였다.
RCA는 1953년 12월 1일 프린스턴 연구소에서 흑백 및 컬러 텔레비전 프로그램을 자기테이프에 녹화하는 기술을 시연했다. 심플렉스로 명명된 이 고속 종방향 테이프 시스템은 1951년부터 개발이 진행되었으며, 텔레비전 프로그램의 몇 분 분량만 녹화 및 재생할 수 있었다. 컬러 시스템은 반인치(1.27cm) 테이프를 사용해 적색, 청색, 녹색, 동기화, 음향 등 5개의 트랙을 기록했으며, 흑백 시스템은 1/4인치(0.635cm) 테이프에 영상 및 음향용 2개의 트랙을 사용했다. 두 시스템 모두 초당 360인치(9.1m/s)로 작동하며, 10½인치 릴에 2,500피트(760m)를 감아 최대 83초 분량의 녹화가 가능했다. RCA 소속의 NBC 방송국은 1956년 10월 23일 《조너선 윈터스 쇼》에서 컬러로 사전 녹화된 도로시 콜린스의 노래 장면을 삽입하며 해당 기술을 처음 방송에 사용하였다.
1953년에는 노리카즈 사와자키가 최초의 헬리컬 스캔 방식 비디오테이프 레코더의 프로토타입을 개발하였다.
BCE는 1955년 2월 반인치(1.27cm) 테이프를 이용한 종방향 녹화 방식의 컬러 시스템을 시연했으며, CBS는 RCA의 경쟁사로서 BCE 기기의 구매를 고려하고 있었으나, 이후 암펙스가 훨씬 우수한 쿼드러플렉스 시스템을 출시하면서 계획은 무산되었다. BCE는 1956년 3M사에 인수되었다.
1959년에는 도시바가 세계 최초의 상업용 헬리컬 스캔 비디오테이프 레코더를 출시하였다.
대한민국에서 선경화학(現 SKC)는 1976년 폴리에스터 필름 생산을 시작한 이후, 이를 기반으로 비디오테이프용 자기테이프 기술 개발에 착수하였으며, 1983년에는 최초의 국산 비디오테이프를 출시하였다.

### 황금기
1970년대에 접어들어 비디오테이프 시장에는 VHS, 베타맥스 등 여러 표준이 등장하여 경쟁했으나 최종 승자는 VHS였다. 베타맥스는 1985년 VHS에 대한 패배 선언을 했고, 2002년에 마지막으로 생산이 중단되었다.
이미 비디오 업계에서는 1980년대 후반부터 VHS가 베타맥스 표준을 완전히 대체하였고, 영화사들도 베타맥스 방식의 비디오 발매를 멈췄다. VHS는 가정용 비디오테이프의 표준으로 높은 대중성을 보이며, 1970년대부터 2000년대까지 30여 년이 넘는 기간 동안 영상매체로서 사용, 발매, 대여되었다.
1980년대부터 2000년대 중반까지 비디오 사업의 대중적인 전성기로 인해, 전 세계에서 비디오 대여업이 크게 성행하기도 했다. 미국의 블록버스터, 대한민국의 영화마을, 씨네타운 등 여러 비디오 대여 프렌차이즈가 등장해 영업하며 2000년대 초중반까지 큰 성행을 누리기도 했다.

### 쇠퇴기
1990년대 후반 디지털 방식의 DVD가 등장했고, 2000년대 초반부터 차세대 영상매체로 각광받으며 VHS를 위협하기 시작했다. 2003년 미국 비디오 시장에서 VHS는 DVD에 대여/판매량을 역전당했고 대한민국에서도 2000년대 중반부터 DVD 발매가 늘어나면서 대부분의 비디오 대여 프렌차이즈들이 DVD를 동시 대여해주는 방식으로 서비스를 전환시켰다. 그러나 VHS는 DVD의 등장에도 불구, 여전히 높은 대중성을 보이면서 DVD와 함께 병행되어 사용되었으며 이 때문에 DVD와 VHS의 양대 포맷으로 비디오 시장이 성행했다. 2000년대 초중반은 VHS와 DVD로 대표되는 비디오 시장이 큰 성행을 누렸던 마지막 시기였다.
그러나 2000년대 후반부터 초고속인터넷의 대중화로 인한 불법 다운로드와 vod 서비스, PMP 등 영상 디지털 매체 기기의 보급으로 비디오 시장은 하락세를 타기 시작했으며, 비디오테이프는 큰 직격탄을 맞았다. 디즈니, 픽사, 20세기 영화사 등 할리우드의 메이저 영화사들은 2007년 출시작부터 비디오테이프 출시를 중단했고 DVD로만 발매하였다. 2000년대 후반은 DVD와 VHS로 대표되는 비디오 시장의 황혼기로, 디지털 매체와 초고속인터넷의 대중화에도 여전히 가정에서 사용되었다. 한편 비디오 대여업도 이 시기부터 흥행에 직격탄을 맞아, 대부분의 비디오 대여점들이 책과 만화를 함께 대여해주는 멀티 대여점 형태로 바뀌어 영업하게 된다.
1970년대부터 2000년대까지, DVD와 초고속인터넷의 등장에도 꾸준히 영상매체로 사용되었던 비디오테이프는 2010년대 미디어 콘텐츠 보급 증가, IPTV, OTT 서비스 발전으로 인해 DVD, IPTV 대중화와 함께 비디오테이프 시장에서 완전히 퇴출되어 인류의 삶에서 사용하지 않게 되었다. 한 때 비디오테이프의 대체자로서 여겨지며 크게 각광받았던 DVD 역시 비디오테이프와 대중성을 완전히 상실하면서, 비디오 시장은 2010년대를 기점으로 사양길에 접어들었으며 그 자리에는 DVD, 넷플릭스, 유튜브로 대표되는 OTT 서비스가 대체하였다. 비디오 대여업 역시 비디오 시장의 쇠퇴와 함께 직업시장에서의 위치를 상실했다. 한 경제주간지의 조사에 따르면, 2002년 총 10,997개에 달하던 비디오 대여점은 10년 후인 2012년에는 무려 93% 감소해 719개로 줄었으며 2007년부터 5000개 밑으로 떨어지며 급격한 하락세를 보인 것으로 나타났다. 미국과 일본에서는 2009년을 끝으로 비디오테이프 생산을 중단하였으며 마지막까지 비디오테이프를 생산하던 코스모신소재 역시 2016년 비디오테이프 사업에서 완전 철수를 선언했다.

## 비디오테이프의 개발과 TV 방송
비디오테이프가 개발되기 이전에는 아날로그 텔레비전 신호를 기록할 수 있는 매체는 영화 필름이 유일했다. 따라서 방송국에서 방송하는 프로그램의 대부분은 생방송으로 진행됐고 TV 프로그램 녹화는 키네스코프 방식으로 진행됐다. 텔레비전 방송국 직원들은 절대다수가 영화계에서 종사하는 사람들이었다.

## 같이 보기
- VHR
- VHS
- 베타맥스
- 비디오 8
- 비디오테이프 표준 전쟁
- 테이프 헤드 클리너(영어판)